# Actizera grumi
Actizera grumi är en fjärilsart som beskrevs av Forster. Actizera grumi ingår i släktet Actizera och familjen juvelvingar. Inga underarter finns listade i Catalogue of Life.